# Fritz Böse
Friedrich  Böse, genannt Fritz Böse, (* 1. Oktober 1886 in Braunschweig; † 26. Juni 1959 in Langendamm) war ein deutscher Architekt, Baubeamter, Bauforscher und Fotograf.

## Leben
Böse studierte an der Technischen Universität Braunschweig und wurde Mitglied der Braunschweiger Burschenschaft Thuringia. Er promovierte zum Dr.-Ing. und stieg in der staatlichen Bauverwaltung bis zum Regierungsbaurat auf. Er fotografierte unter anderem in den Jahren 1943/1944 in Niedersachsen Bauernhöfe. Hervorzuheben sind seine Fotografien in den Landkreisen Nienburg, Diepholz und Verden. 2019 erhielt der fotografische Nachlass des Architekten neue Bedeutung, da es „einen einzigartigen Bestand an analogem Bildmaterial [darstellt], der das bäuerliche Leben und die ländliche Baukultur der Weser-Hunte-Region in den 1940er-Jahren umfassend dokumentiert.“

## Schriften
- Die lippischen Bauernburgen und Steinwerke. Ein Beitrag zur Geschichte des deutschen Hauses. Dissertation, Braunschweig 1919.
- Die lippischen Bauernburgen im Vergleich mit anderen norddeutschen Steinwerken. Burgverlag, Berlin-Grunewald 1922.
- Niedersächsische Bauernburgen und Steinwerke. Ein Beitrag zur Geschichte des deutschen Hauses. 1. Teil: Die lippische Gruppe der Steinwerke. In: Zeitschrift für Bauwesen. (Hochbauteil) 77, 1927, S. 33–42.
- Eine altsächsische Hoffeste um das Jahr 1200 n. Chr. In: Denkmalpflege und Heimatschutz. 1927, S. 180–182.
- Die gedeckten Brücken des Thüringer Landes. In: Deutsche Bauzeitung. Monatsbeilage Konstruktion und Ausführung. Nr. 4, 1928.
- „Bibliotheca Augusta“ und „Lessinghaus“ zu Wolfenbüttel. In: Braunschweigische Heimat. 20. Jg., Nr. 1 (Februar 1929), S. 2–13.
- Der Klinker. Das Element der neuen, niederdeutschen Baukunst. In: Heimatblätter der Angermünder Zeitung. Jg. Nr. 14, 6. April 1930, S. 3–4.
- Thüringische Typen dörflicher Baukultur. In: Deutsche Bauzeitung. 64. Jg., Nr. 49 (18. Juni 1930), Berlin, S. 380–384 (mit 9 Abb., Online).
- Die Halligen. In: Westermanns Monatshefte. Bd. 159,1 (1935/36), Nr. 3, Heft 951, November 1935, S. 277–280.
- Die Kunst des Bauens mit unverhüllten Backsteinen. In: Bauwelt 30/1956. Bauwelt Verlag, Berlin-Tempelhof 1956.
- Ralf Vogeding, Heinz Riepshoff et al., Museum des Landkreises Diepholz (Hrsg.): Bemerkenswerte Bauernhäuser in den Grafschaften Hoya und Diepholz: Photographien 1943/44 von Dr. Ing. Fritz Böse. 2016, ISBN 978-3-9808212-6-1 (mit einer Biografie von Fritz Böse).